# (202778) Dmytria
(202778) Dmytria est un astéroïde de la ceinture principale.

## Description
(202778) Dmytria est un astéroïde de la ceinture principale. Il fut découvert le 16 octobre 2007 à Androuchivka par l'observatoire astronomique d'Androuchivka. Il présente une orbite caractérisée par un demi-grand axe de 3,03 UA, une excentricité de 0,12 et une inclinaison de 9,6° par rapport à l'écliptique.

## Compléments